# 多林卡河
多林卡河（俄語：Река Долинка）或远古丹川（日语：／）是萨哈林州科尔萨科夫区的河流，源起昆古尔山脉和远山之间，长13公里，流域面积45平方公里，注入鄂霍茨克海。

## 引用
1. ↑  М·Г·瓦西科夫斯基. . 列宁格勒: 气象出版社. 1973 （俄语）.
2. ↑  . 国家水登记处.   [2023-10-29]. （原始内容存档于2023-10-29） （俄语）.